# Les Cinq Gentlemen maudits
Les Cinq Gentlemen maudits is een Franse dramafilm uit 1931 onder regie van Julien Duvivier.

## Verhaal
In Marokko vervloekt een waarzegger vijf mannen. Wanneer drie van de vijf mannen in geheimzinnige omstandigheden om het leven komen, moet de verloofde van de nicht van miljonair De Marouville ervoor zorgen dat zijn toekomstige oom in leven blijft.

## Rolverdeling
| Acteur          | Personage              |
| --------------- | ---------------------- |
| Harry Baur      | Mijnheer de Marouvelle |
| René Lefèvre    | Le Guérantec           |
| Rosine Deréan   | Françoise              |
| Robert Le Vigan | Donald Strawber        |
| Marc Dantzer    | Sydney Woodland        |
| Georges Péclet  | Kapitein Lawson        |
| Jacques Erwin   | Midlock                |